# Aldo Vásquez
Aldo Alejandro Vásquez Ríos (30 de julio[cita requerida] de 1962) es un abogado y catedrático universitario peruano. Fue Ministro de Justicia y Derechos Humanos del Perú, desde el 21 de octubre de 2015 hasta el 28 de julio de 2016, en el gobierno de Ollanta Humala. Se desempeñó como magistrado de la Junta Nacional de Justicia. Desde el 6 de enero desde 2020, fue presidente de la Junta Nacional de Justicia del Perú hasta el 6 de enero de 2021.
El Congreso de la República lo inhabilitó para el ejercicio de la función pública por supuesta «falta grave» el 7 de marzo de 2024, en uso de sus atribuciones constitucionales. Esta medida fue cuestionada por su ilegitimidad cuando se contaron los votos de sus parlamentarios. Al poco tiempo se reincorporó a la JNJ por sucesivos mandatos judiciales, culminando su período constitucional el 5 de enero de 2025. La Sala de Derecho Constitucional y Social Permanente de Corte Suprema de Justicia de la República, ratificando una sentencia de primera instancia, declaró por unanimidad nulo el informe de la Subcomisión de Acusaciones Constitucionales en su contra e inaplicable la Resolución Legislativa que lo inhabilitaba.  

## Biografía
Es abogado y magíster en periodismo por la Universidad de San Martín de Porres y Licenciado en Ciencias Sociales por el Instituto Latinoamericano de Doctrina y Estudios Sociales - ILADES (Santiago de Chile) y la Pontificia Universidad Gregoriana (Roma). Completó los estudios de Doctorado en Derecho en la Universidad de Deusto (Bilbao) y se graduó de Doctor en la Universidad Complutense de Madrid. Se ha especializado en derecho de la información y derecho del trabajo.
Siguió una Maestría en Periodismo en la Universidad de San Martín de Porres.
En el sector público, fue Jefe del Gabinete del Ministro de Justicia, César Delgado Barreto,  en 1988, durante el primer gobierno de Alan García, y asesor del despacho del Viceministro de Comunicaciones, de 1990 a 1992, durante el primer gobierno de Alberto Fujimori.
De 1983 a 1993 fue director del Instituto de Estudios Social-Cristianos.

### Labor académica
Vásquez se ha dedicado a la docencia universitaria en la Universidad de San Martín de Porres, en la cual fue director de la Escuela de Ciencias de la Comunicación de 2004 a 2007 y director de la Escuela de Posgrado de Ciencias de la Comunicación en 2008.
Se ha desempeñado como profesor de derecho en la Universidad de Piura, la Universidad ESAN, el Centro de Altos Estudios Nacionales y la Escuela Nacional de Inteligencia.
En 2010 ingresó a trabajar a la Universidad Antonio Ruiz de Montoya, en la cual ha sido director de la Carrera de Derecho, Decano de la Facultad de Ciencias Sociales y Vicerrector Académico.

### Ministro de Justicia y Derechos Humanos

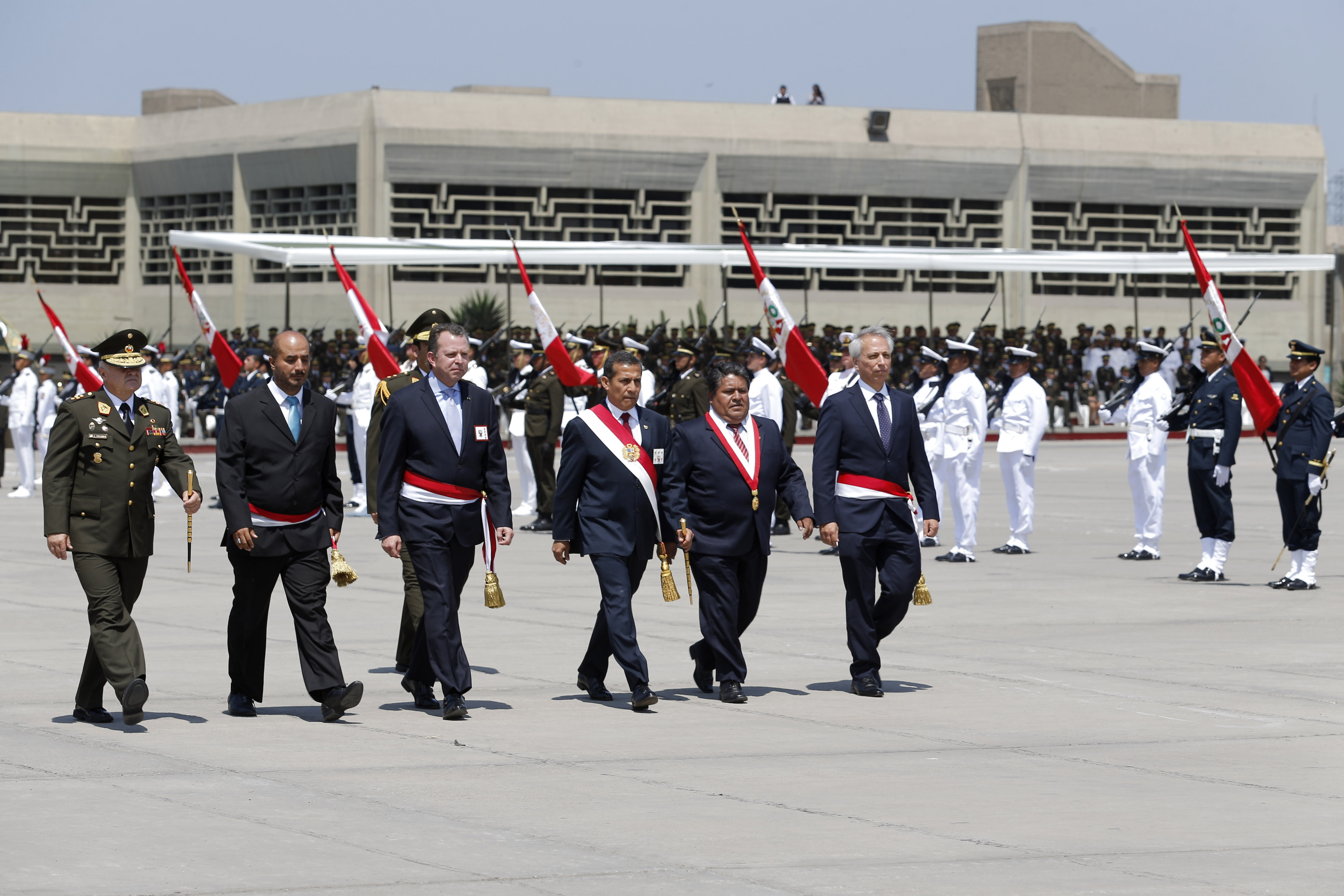
Junto con el presidente Ollanta Humala y otros miembros del gabinete ministerial, durante la ceremonia por el Día del Ejército y aniversario de la Batalla de Ayacucho, realizada el 9 de diciembre de 2015.

El 21 de octubre de 2015 juramentó como Ministro de Justicia y Derechos Humanos, en reemplazo del renunciante Gustavo Adrianzén. La ceremonia se realizó en el Salón Dorado de Palacio de Gobierno, ante el presidente Ollanta Humala y el Consejo de Ministros.
Ejerció el cargo hasta el final del gobierno de Humala en julio de 2016.

### Presidente de la Junta Nacional de Justicia
El 6 de enero de 2020 fue elegido como el primer presidente de la Junta Nacional de Justicia, al haber obtenido el primer lugar, con la puntuación más alta entre los magistrados del colegiado.
En 2024, el Congreso de la República sometió al magistrado a un juicio político que resultó en su inhabilitación por un período de diez años. Esta inhabilitación fue considerada infundada, ya que su fundamento se basó en la discusión sobre la implementación de un límite de edad de 75 años para los funcionarios estatales. El magistrado cuestionó la legalidad de los votos emitidos por un subgrupo del Parlamento para alcanzar la mayoría de dos tercios requerida para la destitución.
| Predecesor: Gustavo Adrianzén | Ministro de Justicia y Derechos Humanos del Perú 21 de octubre de 2015 - 28 de julio de 2016 | Sucesor: Marisol Pérez Tello |